# Derek Richardson
Derek Richardson (Queensbury, Nova Iorque, 18 de janeiro de 1976) é um ator norte-americano.

## Filmografia
| Filmes      | Filmes                                  | Filmes                                     | Filmes                    |
| Ano         | Título Original                         | Título (Brasil)                            | Papel                     |
| ----------- | --------------------------------------- | ------------------------------------------ | ------------------------- |
| 2003        | Dumb and Dumberer: When Harry Met Lloyd | Debi e Lóide 2: Quando Debi Conheceu Lóide | Harry Dunne               |
| 2004        | Bring It on Again                       | As Apimentadas - Mandando Ver              | Garoto na festa           |
| 2005        | Reeker                                  | Pânico no Deserto                          | Nelson                    |
| 2005        | Hostel                                  | O Albergue                                 | Josh                      |
| 2007        | Hostel: Part II                         | O Albergue 2                               | Josh                      |
| 2008        | What Makes Alex Tick                    | What Makes Alex Tick                       | Alex Young                |
| 2009        | Prep & Landing                          | Prep & Landing                             | Lanny - voz (para TV)     |
| 2010        | Who Gets the Parents                    | Who Gets the Parents                       | Neil (para TV)            |
| Séries      |                                         |                                            |                           |
| Ano         | Título                                  | Papel                                      | Episódios                 |
| 2000        | Law & Order                             | Brad Wilder                                | 1 episódio                |
| 2000        | Strangers with Candy                    | Jared                                      | 1 episódio                |
| 2002        | Felicity                                | Adam Davis                                 | 2 episódios               |
| 2006 / 2008 | Men in Trees                            | Patrick Bachelor                           | 36 episódios              |
| 2009        | House M.D.                              | Steve                                      | 1 episódio                |
| 2011        | American Horror Story                   | Harry Goodman                              | 1 episódio                |
| 2012 / 2014 | Anger Management (série)                | Nolan                                      |                           |
| 2017        | Lethal Weapon                           | Jonah Canter                               | Episódio: "Fools Rush In" |

## Prêmios e Indicações
| Prêmios | Prêmios   | Prêmios            | Prêmios                                   | Prêmios                                    |
| Ano     | Resultado | Premiação          | Categoria                                 | Título                                     |
| ------- | --------- | ------------------ | ----------------------------------------- | ------------------------------------------ |
| 2003    | Indicado  | Teen Choice Awards | Melhor Química (com Eric Christian Olsen) | Debi e Lóide 2: Quando Debi Conheceu Lóide |
| 2004    | Indicado  | Razzie Awards      | Pior Dupla (com Eric Christian Olsen)     | Debi e Lóide 2: Quando Debi Conheceu Lóide |
| 2006    | Indicado  | MTV Movie Awards   | Melhor Performance Assustadora            | O Albergue                                 |